# Natsuko Asō
Pour les articles homonymes, voir Asō.
Natsuko Asō (麻生夏子, Asō Natsuko) est une actrice, chanteuse, tarento japonaise, née le 6 août 1990. Elle a commencé sa carrière en tant qu'actrice de Drama dans Kuroi Taiyo sur TV Asahi en 2006. Mais elle ne commence à rencontrer le succès que l'année suivante avec le Drama Mahō Sensei Negima! où elle joue le rôle de Chisame Hasegawa.
En 2008, elle chante comme les autres actrices de Mahō Sensei Negima! dans le générique au sein du trio pRythme, accompagnée de Kawase Yuri et Mukonoki Eri, elles sortiront 2 singles "Yuuki no Aji !" et "kIzuna", et un mini album nommé "pRythme O".
Puis elle se lance en solo l'année suivante avec son premier CD, Brand New World. Il s’agit du générique de fin de la série animée Shin Mazinger Shôgeki ! Z hen.
Elle a été la personnalité principale de l’émission Japan in Motion diffusée en France sur la chaîne Nolife. Elle fut l'une des invités de Japan Expo 11e impact de l'année 2010, et du Toulouse Game Show en 2011.

## Discographie

### Albums
1. 4 août 2010 - Movement of magic
2. 26 octobre 2011 - Precious tone
3. 25 mars 2014 - My Starlit Point

### Singles
1. 27 mai 2009 - Brand new world (générique de fin de Shin Mazinger shôgeki ! Z hen[1])
2. 23 juillet 2009 - Programming for non-fiction[2] (classé #83 à l'Oricon singles charts[3])
3. 27 janvier 2010 - Perfect-area complete! (générique de début de Baka to Test to Shōkanjū)
4. 12 mai 2010 - Everyday sunshine line! (générique de fin de Ichiban ushiro no daimaou)
5. 10 novembre 2010 - More More Lovers (générique de fin d'MM!)
6. 9 février 2011 - Diamond Star☆ (générique de fin de Cardfight!! Vanguard)
7. 9 mars 2011 - Ren'ai Kōjō Committee (générique de début de Baka to Test to Shōkanjū Matsuri)
8. 20 juillet 2011 - Eureka Baby (générique de fin de Baka to Test to Shōkanjū ni!)
9. 8 février 2012 - Lovely Girls Anthem (générique de fin de Tantei Opera Milky Holmes Dai ni Maku)
10. 25 juillet 2012 - Fighting Growing Diary (générique de fin de Cardfight!! Vanguard Asia circuit hen)
11. 24 octobre 2012 - Parade (générique de debut Otome wa Boku ni Koishiteru : Futari no Elder)
12. 24 juillet 2013 - Never Ending Voyage
13. 27 novembre 2013 - MoonRise Romance (générique de fin de Walkure Romanze)

## Filmographie
- Kamen Rider W dans le rôle d'Himeka Yukimura (Toei, 2010, ep 29-30)
- Hitsudan Hostess dans le rôle d'Hikari (TBS, 2010)
- Shōkōjo Seira dans le rôle de Yokoo Mamiko (TBS, 2009)
- Cat Street dans le rôle de Misaki (NHK, 2008, ep3)
- SAITOU san dans le rôle de a gyaru (NTV, 2008, ep2-3,7,9,11)
- MAGISTER NEGI MAGI Maho Sensei Negima! dans le rôle de Chisame Hasegawa(TV Tokyo, 2007)
- Kuroi Taiyo dans le rôle d'Hiromi (TV Asahi, 2006)